# Lista de regiões geográficas intermediárias e imediatas de Mato Grosso

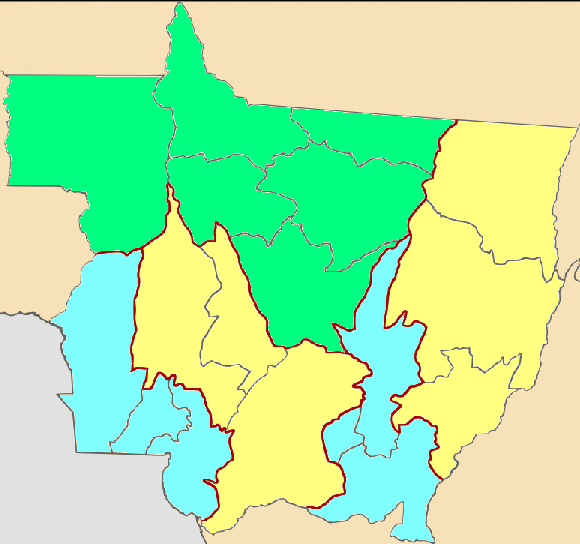
Divisão das regiões intermediárias (vermelho) e imediatas (cinza).

Esta é a lista de regiões geográficas intermediárias e imediatas de Mato Grosso, estado brasileiro da Região Centro-Oeste do país. Mato Grosso é composto por 142 municípios, que estão distribuídos em 18 regiões geográficas imediatas, que por sua vez estão agrupadas em cinco regiões geográficas intermediárias, segundo a divisão do Instituto Brasileiro de Geografia e Estatística (IBGE) vigente desde 2017. A primeira seção aborda as regiões geográficas intermediárias e suas respectivas regiões imediatas integrantes, enquanto que a segunda trata das regiões geográficas imediatas e seus respectivos municípios, divididas por regiões intermediárias e ordenadas pela codificação do IBGE.
As regiões geográficas intermediárias foram apresentadas em 2017, com a atualização da divisão regional do Brasil, e correspondem a uma revisão das antigas mesorregiões, que estavam em vigor desde a divisão de 1989. As regiões geográficas imediatas, por sua vez, substituíram as microrregiões. Na divisão vigente até 2017, os municípios do estado estavam distribuídos em 22 microrregiões e cinco mesorregiões, segundo o IBGE.

## Regiões geográficas intermediárias
| Região geográfica intermediária | Código | Número de municípios | Regiões geográficas imediatas        | Código | Número de municípios |
| ------------------------------- | ------ | -------------------- | ------------------------------------ | ------ | -------------------- |
| Cuiabá                          | 5101   | 30                   | Cuiabá                               | 510001 | 14                   |
| Cuiabá                          | 5101   | 30                   | Tangará da Serra                     | 510002 | 8                    |
| Cuiabá                          | 5101   | 30                   | Diamantino                           | 510003 | 8                    |
| Cáceres                         | 5102   | 21                   | Cáceres                              | 510004 | 5                    |
| Cáceres                         | 5102   | 21                   | Pontes e Lacerda-Comodoro            | 510005 | 7                    |
| Cáceres                         | 5102   | 21                   | Mirassol d'Oeste                     | 510006 | 9                    |
| Sinop                           | 5103   | 43                   | Sinop                                | 510007 | 12                   |
| Sinop                           | 5103   | 43                   | Sorriso                              | 510008 | 10                   |
| Sinop                           | 5103   | 43                   | Juína                                | 510009 | 7                    |
| Sinop                           | 5103   | 43                   | Alta Floresta                        | 510010 | 6                    |
| Sinop                           | 5103   | 43                   | Peixoto de Azevedo-Guarantã do Norte | 510011 | 4                    |
| Sinop                           | 5103   | 43                   | Juara                                | 510012 | 4                    |
| Barra do Garças                 | 5104   | 30                   | Barra do Garças                      | 510013 | 9                    |
| Barra do Garças                 | 5104   | 30                   | Confresa-Vila Rica                   | 510014 | 13                   |
| Barra do Garças                 | 5104   | 30                   | Água Boa                             | 510015 | 8                    |
| Rondonópolis                    | 5105   | 18                   | Rondonópolis                         | 510016 | 10                   |
| Rondonópolis                    | 5105   | 18                   | Primavera do Leste                   | 510017 | 4                    |
| Rondonópolis                    | 5105   | 18                   | Jaciara                              | 510018 | 4                    |

## Regiões geográficas imediatas por regiões intermediárias

### Cuiabá
| Região geográfica imediata | Código | Municípios                  |
| -------------------------- | ------ | --------------------------- |
| Cuiabá                     | 510001 | Acorizal                    |
| Cuiabá                     | 510001 | Barão de Melgaço            |
| Cuiabá                     | 510001 | Campo Verde                 |
| Cuiabá                     | 510001 | Chapada dos Guimarães       |
| Cuiabá                     | 510001 | Cuiabá                      |
| Cuiabá                     | 510001 | Jangada                     |
| Cuiabá                     | 510001 | Nobres                      |
| Cuiabá                     | 510001 | Nossa Senhora do Livramento |
| Cuiabá                     | 510001 | Nova Brasilândia            |
| Cuiabá                     | 510001 | Planalto da Serra           |
| Cuiabá                     | 510001 | Poconé                      |
| Cuiabá                     | 510001 | Rosário Oeste               |
| Cuiabá                     | 510001 | Santo Antônio de Leverger   |
| Cuiabá                     | 510001 | Várzea Grande               |
| Tangará da Serra           | 510002 | Barra do Bugres             |
| Tangará da Serra           | 510002 | Brasnorte                   |
| Tangará da Serra           | 510002 | Campo Novo do Parecis       |
| Tangará da Serra           | 510002 | Denise                      |
| Tangará da Serra           | 510002 | Nova Olímpia                |
| Tangará da Serra           | 510002 | Porto Estrela               |
| Tangará da Serra           | 510002 | Sapezal                     |
| Tangará da Serra           | 510002 | Tangará da Serra            |
| Diamantino                 | 510003 | Alto Paraguai               |
| Diamantino                 | 510003 | Arenápolis                  |
| Diamantino                 | 510003 | Diamantino                  |
| Diamantino                 | 510003 | Nortelândia                 |
| Diamantino                 | 510003 | Nova Marilândia             |
| Diamantino                 | 510003 | Nova Maringá                |
| Diamantino                 | 510003 | Santo Afonso                |
| Diamantino                 | 510003 | São José do Rio Claro       |

### Cáceres
| Região geográfica imediata | Código | Municípios                       |
| -------------------------- | ------ | -------------------------------- |
| Cáceres                    | 510004 | Cáceres                          |
| Cáceres                    | 510004 | Curvelândia                      |
| Cáceres                    | 510004 | Lambari d'Oeste                  |
| Cáceres                    | 510004 | Rio Branco                       |
| Cáceres                    | 510004 | Salto do Céu                     |
| Pontes e Lacerda-Comodoro  | 510005 | Campos de Júlio                  |
| Pontes e Lacerda-Comodoro  | 510005 | Comodoro                         |
| Pontes e Lacerda-Comodoro  | 510005 | Conquista d'Oeste                |
| Pontes e Lacerda-Comodoro  | 510005 | Nova Lacerda                     |
| Pontes e Lacerda-Comodoro  | 510005 | Pontes e Lacerda                 |
| Pontes e Lacerda-Comodoro  | 510005 | Vale de São Domingos             |
| Pontes e Lacerda-Comodoro  | 510005 | Vila Bela da Santíssima Trindade |
| Mirassol d'Oeste           | 510006 | Araputanga                       |
| Mirassol d'Oeste           | 510006 | Figueirópolis d'Oeste            |
| Mirassol d'Oeste           | 510006 | Glória d'Oeste                   |
| Mirassol d'Oeste           | 510006 | Indiavaí                         |
| Mirassol d'Oeste           | 510006 | Jauru                            |
| Mirassol d'Oeste           | 510006 | Mirassol d'Oeste                 |
| Mirassol d'Oeste           | 510006 | Porto Esperidião                 |
| Mirassol d'Oeste           | 510006 | Reserva do Cabaçal               |
| Mirassol d'Oeste           | 510006 | São José dos Quatro Marcos       |

### Sinop
| Região geográfica imediata            | Código | Municípios              |
| ------------------------------------- | ------ | ----------------------- |
| Sinop                                 | 510007 | Cláudia                 |
| Sinop                                 | 510007 | Colíder                 |
| Sinop                                 | 510007 | Feliz Natal             |
| Sinop                                 | 510007 | Itaúba                  |
| Sinop                                 | 510007 | Marcelândia             |
| Sinop                                 | 510007 | Nova Canaã do Norte     |
| Sinop                                 | 510007 | Nova Guarita            |
| Sinop                                 | 510007 | Nova Santa Helena       |
| Sinop                                 | 510007 | Santa Carmem            |
| Sinop                                 | 510007 | Sinop                   |
| Sinop                                 | 510007 | Terra Nova do Norte     |
| Sinop                                 | 510007 | União do Sul            |
| Sorriso                               | 510008 | Boa Esperança do Norte  |
| Sorriso                               | 510008 | Ipiranga do Norte       |
| Sorriso                               | 510008 | Itanhangá               |
| Sorriso                               | 510008 | Lucas do Rio Verde      |
| Sorriso                               | 510008 | Nova Mutum              |
| Sorriso                               | 510008 | Nova Ubiratã            |
| Sorriso                               | 510008 | Santa Rita do Trivelato |
| Sorriso                               | 510008 | Sorriso                 |
| Sorriso                               | 510008 | Tapurah                 |
| Sorriso                               | 510008 | Vera                    |
| Juína                                 | 510009 | Aripuanã                |
| Juína                                 | 510009 | Castanheira             |
| Juína                                 | 510009 | Colniza                 |
| Juína                                 | 510009 | Cotriguaçu              |
| Juína                                 | 510009 | Juína                   |
| Juína                                 | 510009 | Juruena                 |
| Juína                                 | 510009 | Rondolândia             |
| Alta Floresta                         | 510010 | Alta Floresta           |
| Alta Floresta                         | 510010 | Apiacás                 |
| Alta Floresta                         | 510010 | Carlinda                |
| Alta Floresta                         | 510010 | Nova Bandeirantes       |
| Alta Floresta                         | 510010 | Nova Monte Verde        |
| Alta Floresta                         | 510010 | Paranaíta               |
| Peixoto de Azevedo- Guarantã do Norte | 510011 | Guarantã do Norte       |
| Peixoto de Azevedo- Guarantã do Norte | 510011 | Matupá                  |
| Peixoto de Azevedo- Guarantã do Norte | 510011 | Novo Mundo              |
| Peixoto de Azevedo- Guarantã do Norte | 510011 | Peixoto de Azevedo      |
| Juara                                 | 510012 | Juara                   |
| Juara                                 | 510012 | Novo Horizonte do Norte |
| Juara                                 | 510012 | Porto dos Gaúchos       |
| Juara                                 | 510012 | Tabaporã                |

### Barra do Garças
| Região geográfica imediata | Código | Municípios            |
| -------------------------- | ------ | --------------------- |
| Barra do Garças            | 510013 | Araguaiana            |
| Barra do Garças            | 510013 | Barra do Garças       |
| Barra do Garças            | 510013 | General Carneiro      |
| Barra do Garças            | 510013 | Nova Xavantina        |
| Barra do Garças            | 510013 | Novo São Joaquim      |
| Barra do Garças            | 510013 | Pontal do Araguaia    |
| Barra do Garças            | 510013 | Ponte Branca          |
| Barra do Garças            | 510013 | Ribeirãozinho         |
| Barra do Garças            | 510013 | Torixoréu             |
| Confresa-Vila Rica         | 510014 | Alto Boa Vista        |
| Confresa-Vila Rica         | 510014 | Bom Jesus do Araguaia |
| Confresa-Vila Rica         | 510014 | Canabrava do Norte    |
| Confresa-Vila Rica         | 510014 | Confresa              |
| Confresa-Vila Rica         | 510014 | Luciara               |
| Confresa-Vila Rica         | 510014 | Novo Santo Antônio    |
| Confresa-Vila Rica         | 510014 | Porto Alegre do Norte |
| Confresa-Vila Rica         | 510014 | Santa Cruz do Xingu   |
| Confresa-Vila Rica         | 510014 | Santa Terezinha       |
| Confresa-Vila Rica         | 510014 | São Félix do Araguaia |
| Confresa-Vila Rica         | 510014 | São José do Xingu     |
| Confresa-Vila Rica         | 510014 | Serra Nova Dourada    |
| Confresa-Vila Rica         | 510014 | Vila Rica             |
| Água Boa                   | 510015 | Água Boa              |
| Água Boa                   | 510015 | Campinápolis          |
| Água Boa                   | 510015 | Canarana              |
| Água Boa                   | 510015 | Cocalinho             |
| Água Boa                   | 510015 | Gaúcha do Norte       |
| Água Boa                   | 510015 | Nova Nazaré           |
| Água Boa                   | 510015 | Querência             |
| Água Boa                   | 510015 | Ribeirão Cascalheira  |

### Rondonópolis
| Região geográfica imediata | Código | Municípios             |
| -------------------------- | ------ | ---------------------- |
| Rondonópolis               | 510016 | Alto Araguaia          |
| Rondonópolis               | 510016 | Alto Garças            |
| Rondonópolis               | 510016 | Alto Taquari           |
| Rondonópolis               | 510016 | Araguainha             |
| Rondonópolis               | 510016 | Guiratinga             |
| Rondonópolis               | 510016 | Itiquira               |
| Rondonópolis               | 510016 | Pedra Preta            |
| Rondonópolis               | 510016 | Rondonópolis           |
| Rondonópolis               | 510016 | São José do Povo       |
| Rondonópolis               | 510016 | Tesouro                |
| Primavera do Leste         | 510017 | Paranatinga            |
| Primavera do Leste         | 510017 | Poxoréu                |
| Primavera do Leste         | 510017 | Primavera do Leste     |
| Primavera do Leste         | 510017 | Santo Antônio do Leste |
| Jaciara                    | 510018 | Dom Aquino             |
| Jaciara                    | 510018 | Jaciara                |
| Jaciara                    | 510018 | Juscimeira             |
| Jaciara                    | 510018 | São Pedro da Cipa      |